# 韓國北韓大學列表

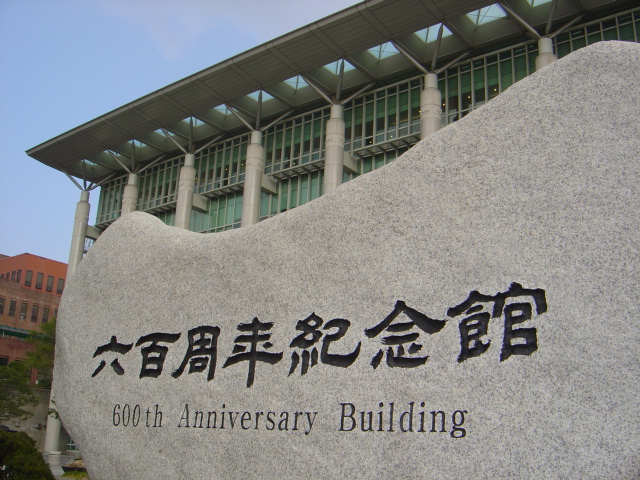
成均館大学600周年紀念館

本列表包括韓國各个大學的信息。需要注意的是，韓國的“大學校”（：／）相當於綜合大學，而“大學”（：／）相當於独立的學院、專門大學、專科學校、技術學院或科技大學。總數約400多家大學校院。

## 国立旗舰大学
- 首爾國立大學，成立于1946年，位于首爾特别市
- 釜山國立大學，成立于1946年，位于釜山廣域市
- 慶北國立大學，成立于1946年，位于大邱廣域市
- 江原國立大學，成立于1947年，位于江原特别自治道
- 全北國立大學，成立于1947年，位于全北特别自治道
- 忠北國立大學，成立于1951年，位于忠清北道
- 全南國立大學，成立于1952年，位于光州廣域市
- 忠南國立大學，成立于1952年，位于大田廣域市
- 濟州國立大學，成立于1952年，位于濟州特別自治道
- 慶尚國立大學，成立于1968年，位于慶尚南道

## 地区列表

### 首爾特别市
- 首爾大學（서울대학교） http://www.snu.ac.kr/ （页面存档备份，存于）
- 延世大學（연세대학교） http://www.yonsei.ac.kr/ （页面存档备份，存于）
- 高麗大學（고려대학교） http://www.korea.ac.kr/ （页面存档备份，存于）
- 漢陽大學（한양대학교） http://www.hanyang.ac.kr/ （页面存档备份，存于）
- 成均館大學（성균관대학교） http://skku.ac.kr/ （页面存档备份，存于）
- 中央大學（중앙대학교）https://www.cau.ac.kr/index.do （页面存档备份，存于）
- 西江大學（서강대학교）http://www.sogang.ac.kr/ （页面存档备份，存于）
- 慶熙大學（경희대학교） http://www.khu.ac.kr/ （页面存档备份，存于）
- 弘益大學（홍익대학교） http://www.hongik.ac.kr/ （页面存档备份，存于）
- 建國大學（건국대학교） http://www.konkuk.ac.kr/ （页面存档备份，存于）
- 韓國外國語大學（한국외국어대학교）http://www.hufs.ac.kr （页面存档备份，存于）
- 首爾市立大學（서울시립대학교）http://www.uos.ac.kr/ （页面存档备份，存于）
- 首爾科技大學（서울과학기술대학교）https://www.seoultech.ac.kr/ （页面存档备份，存于）
- 東國大學（동국대학교） http://www.dongguk.ac.kr （页面存档备份，存于）
- 淑明女子大學（숙명여자대학교）http://www.sookmyung.ac.kr/ （页面存档备份，存于）
- 韩国天主教大學（가톨릭대학교） https://web.archive.org/web/20040924042433/http://www.cuk.ac.kr/
- 梨花女子大學（이화여자대학교）http://www.ewha.ac.kr/ （页面存档备份，存于）
- 崇實大學（숭실대학교） http://www.ssu.ac.kr/ （页面存档备份，存于）
- 國民大學（국민대학교） http://www.kookmin.ac.kr/ （页面存档备份，存于）
- 明知大學（명지대학교） http://www.mju.ac.kr/ （页面存档备份，存于）
- 光云大學（광운대학교） http://www.kw.ac.kr/ （页面存档备份，存于）
- 世宗大學（세종대학교） http://www.sejong.ac.kr/ （页面存档备份，存于）
- 西京大學（서경대학교） http://www.skuniv.ac.kr/main （页面存档备份，存于）
- 誠信女子大學（성신여자대학교）http://www.sungshin.ac.kr/ （页面存档备份，存于）
- 仁德大學（朝鲜语：인덕대학교）http://www.induk.ac.kr/ （页面存档备份，存于）
- 白石藝術大學（백석예술대학교） http://www.bau.ac.kr/ （页面存档备份，存于）
- 漢城大學（한성대학교） http://www.hansung.ac.kr/ （页面存档备份，存于）
- 祥明大學（상명대학교）http://www.smu.ac.kr （页面存档备份，存于）
- 德成女子大學（덕성여자대학교）http://www.duksung.ac.kr/ （页面存档备份，存于）
- 首爾女子大學（서울여자대학교） http://www.swu.ac.kr/ （页面存档备份，存于）
- 同德女子大學（동덕여자대학교）http://www.dongduk.ac.kr （页面存档备份，存于）
- 韓國藝術綜合學校（한국예술종합학교）http://www.karts.ac.kr/ （页面存档备份，存于）
- 韓國放送通信大學（한국방송통신대학교）http://www.knou.ac.kr/ （页面存档备份，存于）
- 陸軍士官學校（육군사관학교）http://www.kma.ac.kr/ （页面存档备份，存于）
- 韓國三育大學（삼육대학교）http://www.syu.ac.kr
- 三育保健大學（삼육보건대학교）http://www.shu.ac.kr

### 釜山廣域市
- 釜山國立大學（부산대학교） http://www.pnu.edu/ （页面存档备份，存于）
- 釜慶大學（부경대학교）http://www.pknu.ac.kr/ （页面存档备份，存于）
- 韓國海洋大學（국립한국해양대학교） http://www.kmaritime.ac.kr/ （页面存档备份，存于）
- 東亞大學（동아대학교） http://www.donga.ac.kr/ （页面存档备份，存于）
- 釜山外國語大學（부산외국어대학교） https://www.bufs.ac.kr/
- 東西大學（동서대학교）http://www.dongseo.ac.kr （页面存档备份，存于）
- 慶星大學（경성대학교）http://www.ks.ac.kr/ （页面存档备份，存于）
- 東義大學（동의대학교） http://www.dongeui.ac.kr/ （页面存档备份，存于）
- 新羅大學（신라대학교） http://www.silla.ac.kr/ （页面存档备份，存于）
- 東明大學（동명대학교） http://www.tu.ac.kr/ （页面存档备份，存于）
- 高神大學（고신대학교）http://www.kosin.ac.kr/ （页面存档备份，存于）

### 大邱廣域市
- 慶北國立大學（경북대학교） http://www.knu.ac.kr/ （页面存档备份，存于）
- 啟明大學（계명대학교） http://www.kmu.ac.kr/ （页面存档备份，存于）
- 大邱大學（대구대학교） http://www.daegu.ac.kr/ （页面存档备份，存于）
- 大邱教育大學（대구교육대학교） http://www.dnue.ac.kr/ （页面存档备份，存于）
- 大邱天主教大学（대구가톨릭대학교） http://www.cu.ac.kr/ （页面存档备份，存于）

### 仁川廣域市
- 仁荷大學（인하대학교） https://web.archive.org/web/20060410145254/http://www.inha.ac.kr/
- 仁川大學（인천대학교） http://www.incheon.ac.kr// （页面存档备份，存于）
- 京仁教育大學（경인교육대학교）http://www.ginue.ac.kr/ （页面存档备份，存于）

### 大田廣域市
- 韓國科學技術院（한국과학기술원） http://www.kaist.edu （页面存档备份，存于）
- 忠南國立大學（충남대학교） http://www.cnu.ac.kr （页面存档备份，存于）
- 國立韓巴大學（한밭대학교） http://www.hanbat.ac.kr/ （页面存档备份，存于）
- 培材大学（배재대학교） http://www.pcu.ac.kr/ （页面存档备份，存于）
- 韓南大學（한남대학교） http://www.hannam.ac.kr/ （页面存档备份，存于）

### 光州廣域市
- 全南國立大學（전남대학교） http://www.chonnam.ac.kr/ （页面存档备份，存于）
- 光州教育大學（광주교육대학교） https://web.archive.org/web/20090218235504/http://kwangju-e.ac.kr/
- 光州科學技術院
- （조선대학교） http://www.chosun.ac.kr/ （页面存档备份，存于）
- 湖南大學（호남대학교） http://www.honam.ac.kr/ （页面存档备份，存于）

### 蔚山廣域市
- 蔚山大學（울산대학교） http://www.ulsan.ac.kr/ （页面存档备份，存于）
- 蔚山科學技術院（울산과학기술원） http://www.unist.ac.kr/ （页面存档备份，存于）

### 京畿道
- 亞洲大學（아주대학교） http://www.ajou.ac.kr （页面存档备份，存于）
- 韓國航空大學（한국항공대학교） http://www.hau.ac.kr （页面存档备份，存于）
- 檀國大學（단국대학교） http://www.dankook.ac.kr （页面存档备份，存于）
- 韓世大學（한세대학교）http://www.hansei.ac.kr （页面存档备份，存于）
- 安養大學（안양대학교） http://www.anyang.ac.kr （页面存档备份，存于）
- 國立韓京大學（국립한경대학교） https://web.archive.org/web/20040923025557/http://hankyong.ac.kr/
- 加爾文大學（칼빈대학교）（另譯：Calvin大學）http://www.calvin.ac.kr （页面存档备份，存于）
- 京畿大學（경기대학교）https://web.archive.org/web/20071011010859/http://web.kyonggi.ac.kr/
- 龍仁大學（용인대학교）http://www.yongin.ac.kr （页面存档备份，存于）
- 嘉泉大學（가천대학교）http://www.gachon.ac.kr/main.jsp （页面存档备份，存于）
- 水原大學（수원대학교）http://www.suwon.ac.kr （页面存档备份，存于）
- 大真大學（대진대학교）http://www.daejin.ac.kr （页面存档备份，存于）
- 乙支大學（을지대학교）（前稱：乙支醫科大學）http://www.eu.ac.kr （页面存档备份，存于）
- 協成大學（협성대학교）http://www.hyupsung.ac.kr （页面存档备份，存于）

### 江原特別自治道
- 江原國立大學（강원대학교）http://www.kangwon.ac.kr （页面存档备份，存于）
- 翰林大學（한림대학교） http://www.hallym.ac.kr/ （页面存档备份，存于）
- 江陵原州大學（강릉원주대학교）http://www.gwnu.ac.kr/ （页面存档备份，存于）
- 尚志大學（상지대학교）http://www.sangji.ac.kr/（页面存档备份，存于）

### 忠清北道
- 忠北國立大學（충북대학교） http://www.cbu.ac.kr/ （页面存档备份，存于）
- 清州大學（청주대학교） http://www.cju.ac.kr/ （页面存档备份，存于）
- 大韓民國空軍官校（英语：Korea Air Force Academy）http://www.afa.ac.kr （页面存档备份，存于）

### 忠清南道
- 白石大學（백석대학교）
- 韓國技術敎育大學（한국기술교대） http://www.kut.ac.kr/ （页面存档备份，存于）
- 順天鄉大學（순천향대학교） http://www.sch.ac.kr/ （页面存档备份，存于）
- 鮮文大學（선문대학교） https://web.archive.org/web/20040926073329/http://sunmoon.ac.kr/
- 湖西大學（호서대학교） http://www.hoseo.ac.kr/ （页面存档备份，存于）
- 韓國中部大學（중부대학교） http://www.joongbu.ac.kr/ （页面存档备份，存于）
- 公州大學（공주대학교）http://www.kongju.ac.kr/ Archive.today的存檔，存档日期2012-12-19
- 公州教育大學（공주교육대학교）http://www.kongju-e.ac.kr （页面存档备份，存于）
- 韓瑞大學（한서대학교） http://www.hanseo.ac.kr/ （页面存档备份，存于）
- 建陽大學（건양대학교） http://www.konyang.ac.kr/ （页面存档备份，存于）

### 全北特别自治道
- 全北國立大學（전북대학교） http://www.cbnu.edu/ （页面存档备份，存于）
- 国立群山大学（군산대학교）https://www.kunsan.ac.kr （页面存档备份，存于）
- 圓光大學（원광대학교）http://www.wku.ac.kr/ （页面存档备份，存于）
- 全州大學（전주대학교） http://www.jeonju.ac.kr （页面存档备份，存于）

### 全羅南道
- 木浦海洋大學（목포해양대학교） http://www.mmu.ac.kr/ （页面存档备份，存于）
- 木浦國立大學（목포대학교） http://www.mokpo.ac.kr/ （页面存档备份，存于）
- 大佛大學（대불대학교） https://web.archive.org/web/20070717094944/http://www.daebul.ac.kr/
- 順天大學（순천대학교） http://www.sunchon.ac.kr/ （页面存档备份，存于）
- 東新大學（동신대학교） http://www.dongshinu.ac.kr/ （页面存档备份，存于）
- 草堂大學（초당대학교） http://www.chodang.ac.kr/ （页面存档备份，存于）

### 慶尚北道
- 浦項工科大學（포항공과대학교） http://www.postech.edu （页面存档备份，存于）
- 嶺南大學（영남대학교） http://www.yeungnam.ac.kr/ （页面存档备份，存于）
- 韓東大學（한동대학교） http://www.handong.edu/ （页面存档备份，存于）
- 國立慶國大學（국립경국대학교）https://www.gknu.ac.kr/ （页面存档备份，存于）
- 慶州大學（경주대학교） https://web.archive.org/web/20040923044241/http://www.kyongju.ac.kr/
- 慶一大學（경일대학교） http://www.kiu.ac.kr/ （页面存档备份，存于）
- 尚州大學（상주대학교） https://web.archive.org/web/20050923192033/http://sangju.ac.kr/

### 慶尚南道
- 慶尚國立大學（경상국립대학교）http://www.gnu.ac.kr/ （页面存档备份，存于）
- 仁濟大學（인제대학교）http://www.inje.ac.kr （页面存档备份，存于）
- 大韓民國海軍官校（英语：Korea Naval Academy）http://www.navy.ac.kr （页面存档备份，存于）
- 慶南大學（경남대학교）http://www.kyungnam.ac.kr/main/ （页面存档备份，存于）
- 昌原大學校（창원대학교）http://www.changwon.ac.kr/ （页面存档备份，存于）

### 濟州特別自治道
- 濟州國立大學 （제주대학교） https://web.archive.org/web/20111031021435/http://www.jejunu.ac.kr/

## 大學的別稱
- 東國大學、檀國大學、建国大學并称为「三国」大学。
- 首爾大學（Seoul National University）、高麗大學（Korea University）及延世大學（Yonsei University）合稱SKY。